# Loi sur la nationalité béninoise
La loi sur la nationalité béninoise est régie par la Constitution du Bénin, le Code de la nationalité béninoise (anciennement dahoméenne), le Code de la famille ainsi que divers accords internationaux dont le Bénin est signataire. Ces lois déterminent qui est, ou peut être, un ressortissant béninois. Les moyens juridiques permettant d'acquérir la nationalité, l'appartenance légale formelle à une nation, diffèrent de la relation nationale de droits et d'obligations entre un ressortissant et la nation, connue sous le nom de citoyenneté,. La nationalité béninoise s’obtient généralement selon le principe du jus sanguinis, c’est-à-dire par la naissance au Bénin ou à l’étranger de parents de nationalité béninoise. Elle peut être accordée aux personnes ayant une affiliation avec le pays ou à un résident permanent qui a vécu dans le pays pendant une période donnée par naturalisation.

## Acquisition de la nationalité
La nationalité béninoise peut être acquise par la naissance ou la naturalisation.

### Par naissance
- Enfants nés n'importe où dont au moins un parent est un ressortissant béninois né dans le pays[8],[N 1];
- Enfants nés au Bénin de parents étrangers, si les parents ne faisaient pas partie du corps diplomatique, qui ont résidé et, à l'âge de la majorité, résident dans le pays, acquièrent la nationalité d'origine [10],[11];
- Enfants nés au Bénin de parents apatrides[10];
- Enfants trouvés ou orphelins découverts sur le territoire[12].

### Par naturalisation
La naturalisation peut être accordée aux personnes qui ont résidé sur le territoire
pendant une période suffisante pour confirmer qu'elles comprennent les coutumes et les
traditions de la société. Les dispositions générales exigent que les candidats soient de bonne moralité et en bonne santé, qu'ils n'aient pas d'antécédents criminels de condamnation supérieure à un an et qu'ils soient capables de parler soit le béninois, soit le français. Si la nationalité est envisagée pour un service exceptionnel rendu à la nation, il ne peut y avoir de conditions limitatives. La condition générale de résidence est de trois ans, mais dans le cas d'un conjoint étranger ou d'une personne née au Bénin,
la condition de résidence est levée. Outre les étrangers répondant aux critères, les autres personnes qui peuvent être naturalisées comprennent:
- Conjoints de ressortissants béninois[14],[11] ;
- Adoptés de parents béninois dès qu'ils atteignent l'âge de la majorité[15],[11];
- L'épouse et les enfants mineurs d'un étranger naturalisé[11]; Ou
- Personnes qui ont rendu un service exceptionnel au pays[13],[11].

## Perte de nationalité
La nationalité peut être perdue au Bénin pour avoir exercé des fonctions au service d'un
gouvernement étranger ou en tant que ressortissant d'un autre pays; Crimes contre l'État ou
délits de droit commun; Fraude dans une demande de naturalisation, ou actes déloyaux ou
traîtres.

## Double nationalité
Dans un effort pour éliminer l'apatride, le Bénin autorise la double nationalité si la personne a obtenu l'autorisation d'acquérir une nationalité supplémentaire.

## Histoire

### Royaumes africains (1600-1894)
La région qui constitue aujourd'hui le Bénin était, au XVIIe siècle, gouvernée par plusieurs royaumes, dont le Dahomey et ses royaumes apparentés d'Allada et de Ouidah du peuple Fon; Porto Novo du peuple Goun et Kétou du peuple Yoruba, qui étaient des royaumes tributaires de l'empire Oyo; Et Borgou du peuple Bariba. Bien que ces royaumes soient souvent en guerre contre leurs voisins pour consolider leurs territoires, ils ont également établi des systèmes de commerce et de vassalité pour sécuriser les marchandises,.
Le contact européen avec la région a commencé vers 1580 lorsque les Portugais débarquèrent à Ouidah. Des relations commerciales furent initialement établies entre les habitants et les commerçants hollandais et portugais, mais en 1623, elles incluaient également des colons français et en 1670 des marchands anglais.
Chacun de ces royaumes était des États hautement organisés dans lesquels les privilèges politiques et économiques étaient accordés par le dirigeant qui, à son tour, devait des tributs et une allégeance pour sa protection et sa faveur
,,. Basée sur la parenté et les liens ancestraux, la conquête a été entreprise pour élargir les liens entre les ancêtres et n'était pas axée sur la conquête des étrangers,. Le mariage était réglementé par des réseaux de parenté et les enfants nés de sujets appartenaient à la lignée royale des royaumes.
En 1698, l'empire d'Oyo rattrapa le royaume d'Allada, qui à son tour fut conquis par le Dahomey en 1724,. En 1727, le Dahomey subjugua Ouidah, ainsi que la ville portuaire de Ouidah.
Entre 1724 et 1730, des conflits éclatèrent à quatre reprises entre les royaumes d'Oyo et le Dahomey. La bataille de 1730 aboutit à un accord selon lequel le Dahomey rendrait hommage à Oyo. Avec un changement de dirigeant en 1735, le Dahomey attaqua les territoires détenus par les Oyo, mais fut repoussé et accepta de rétablir les tributs annuels à Oyo en 1748. En 1780, le royaume de Porto Novo s'était développé pour rivaliser avec les ports de Ouidah. L'armée Borgou a vaincu Oyo en 1783, précipitant le déclin rapide d'Oyo. À partir de 1818, le Dahomey reprit son rôle de royaume dominant sur la côte et, en 1823, battit Oyo et mit fin à la dette du tribut,. Les conflits en cours se sont poursuivis jusqu'au XIXe siècle lorsqu'en 1886, le Dahomey a pris Kétu et l'année suivante a pillé les villages yoruba au nord et à l'est. Cependant, à cette époque, les commerçants européens étaient de plus en plus mécontents des droits perçus et des frais facturés pour entrer et sortir des ports. En 1883, les Français établirent un protectorat permanent sur Porto Novo, mettant la France en concurrence directe avec le royaume du Dahomey pour le contrôle de Porto-Novo. Après l'échec des négociations diplomatiques sur l'administration de Porto Novo et les tarifs douaniers, des combats armés éclatèrent en 1890, puis de nouveau en 1892. Behanzin se rendit le 25 janvier 1894 et fut déposé du trône du Dahomey.

### Période française (1894-1960)
Après avoir pris le contrôle de la région, les Français ont divisé l'ancien royaume en deux protectorats, le protectorat du Dahomey centré à Abomey et le protectorat de Mahi situé au nord. Les royaumes du sud, Allada, Grand-Popo, Ouidah, furent autorisés à conserver leur indépendance tant qu'ils ne s'alignaient pas sur le peuple Fon qui avait autrefois dominé le royaume du Dahomey. En 1895, les Français établissent le système administratif qui régira leurs possessions en Afrique de l'Ouest pendant les soixante années suivantes. Un gouverneur général a été installé et un quartier général a été fondé à Dakar, dans la colonie du Sénégal. L'autorité du gouverneur général fut étendue aux colonies du Sénégal, de la Guinée et de la Côte d'Ivoire, et en 1899 au Dahomey et au Soudan français. En vertu de l'article 109 de la Constitution française de 1848, les territoires français devaient être régis par des lois spécifiques jusqu'à ce que la constitution y soit étendue. Cette disposition a jeté les bases d'une législation sur la nationalité fondée sur la capacité des habitants autochtones à être assimilés en adoptant les normes européennes. À partir de
1848, les personnes installées dans les colonies et originaires de France sont considérées comme des nationaux de plein droit et soumises à la loi française. Cependant, ceux qui étaient nés dans les nouveaux territoires étaient considérés comme des nationaux sans citoyenneté. Les ressortissants des anciennes colonies des Antilles, de la Guyane, de la Réunion et de certaines parties de l'Inde et du Sénégal obtinrent des droits politiques, mais ceux des nouvelles colonies furent confirmés par un décret du 14 juillet 1865 comme étant des sujets et non des citoyens, à moins qu'ils ne renoncent à leur allégeance à coutume autochtone et possédait une compréhension suffisante des obligations de la citoyenneté,.
Toujours en 1848, l'esclavage est aboli dans tout l'Empire français et le Code civil est étendu à tous les citoyens français des colonies. En vertu du Code civil, les femmes étaient juridiquement incapables et l'autorité paternelle était établie sur leurs enfants,. Lors du mariage, une femme mariée à un Français acquiert automatiquement la même nationalité que son conjoint. Les enfants illégitimes n'avaient pas accès à l'héritage et la nationalité ne pouvait être transmise que par l'intermédiaire d'un père,. Les ressortissants non-citoyens étaient régis par des lois traditionnelles concernant le mariage et l'héritage qui plaçaient le bien-être de la communauté avant les droits individuels. Ces lois empêchaient qu'une femme soit traitée comme une esclave, exigeaient que son mari la soutienne et donnaient droit à ses proches à une dot, pour les compenser pour la perte de sa fertilité au profit de leur groupe de parenté et garantir la légalité de l'union. Ayant payé le prix du contrat de mariage, elle et sa progéniture appartenaient au réseau de parenté de son mari et pouvaient en hériter en cas de décès de son mari.
La loi française sur la nationalité de 1889 a codifié les lois statutaires précédentes, changeant la norme française du jus sanguinis au jus soli et a été étendue aux Antilles françaises. Selon ses termes, les femmes qui deviendraient apatrides en raison de la règle d'acquérir la nationalité de leur conjoint étaient autorisées à conserver leur nationalité française lors du mariage. La loi sur la nationalité a été modifiée en 1897 lorsqu'elle a été étendue au reste des colonies françaises. Le décret de 1897 précisait que l'octroi de la nationalité de naissance sur le territoire français ne s'appliquait qu'aux enfants nés en France, rétablissant ainsi les conditions de filiation pour les colonies. En vertu du Code de l'indigénat (Code du statut autochtone) promulgué pour l'Algérie en 1881 et étendu à l'Afrique occidentale française en 1904, les ressortissants des nouvelles colonies suivaient le droit coutumier,,
. La Fédération de l'Afrique occidentale française avait été fondée cette année-là avec les cinq colonies existantes : le Dahomey, la Guinée, la Côte d'Ivoire, le Sénégal et le Soudan, et a ensuite été élargie pour inclure la Mauritanie, le Niger et la Haute-Volta.
Le 25 mai 1912, un décret n °. 27892 a été publié concernant spécifiquement le statut des Africains de l'Ouest français,. Selon ses termes, les sujets africains pouvaient acquérir la nationalité française si, à l'âge de la majorité et ayant justifié de trois ans de domicile établi sur le territoire, ils étaient capables de lire et d'écrire le français; Ils étaient de bonne moralité et assimilés à la culture française, ou ils étaient engagés dans une entreprise française publique ou privée depuis au moins dix ans; Et ils disposaient de moyens suffisants pour subvenir à leurs propres besoins. L'exigence linguistique pourrait être levée pour ceux qui avaient reçu des médailles militaires ou la reconnaissance de la Légion d'honneur ou qui faisaient partie de la fonction publique française. Lors de leur demande, les sujets devaient reconnaître qu'ils avaient renoncé à leur statut personnel en vertu du droit coutumier et qu'ils devaient être régis par les lois françaises. Le décret précisait que les femmes mariées et les enfants mineurs acquéraient le statut de leur mari ou de leur père, mais ce n'était le cas que si le mariage avait été célébré selon le droit français, plutôt que selon la pratique coutumière.
d'acquérir la pleine citoyenneté, y compris la naturalisation. de leurs épouses et de leurs enfants mineurs, en ayant reçu la croix de la Légion d'honneur, en ayant obtenu un diplôme universitaire, en ayant rendu des services à la nation, en ayant atteint le grade d'officier ou en recevant une médaille de l'armée française, qui s'étaient mariés une Française et ayant établi une résidence d'un an ; ou qui avait résidé pendant plus de dix ans dans une colonie autre que son pays d'origine,,. Un décret de 1918 rédigé pour l'Afrique occidentale française était destiné aux anciens combattants décorés. de la guerre et de leurs familles, à condition qu'ils n'aient pas été auparavant privés de leurs droits ni participé à des actions contre la domination française,. Même avec ces lois, seuls onze hommes dahoméens ont été naturalisés avec la pleine citoyenneté française entre 1920 et 1930.
En 1927, la France a adopté une nouvelle loi sur la nationalité dont l'article 8 supprimait l'obligation pour les femmes mariées d'acquérir automatiquement la nationalité de leur mari et prévoyait que sa nationalité ne pouvait être modifiée que si elle consentait à changer de nationalité. Il permettait également aux enfants nés en France de femmes françaises nées dans le pays mariées à des étrangers d'acquérir la nationalité de leur mère. Lorsqu'il fut mis en œuvre, il incluait la Guadeloupe, la Martinique et la Réunion, mais ne fut étendu aux possessions françaises restantes pour les citoyens français qu'en 1928,. L'article 26 du décret de 1928 stipulait qu'il ne s'appliquait pas aux autochtones des possessions françaises, à l'exception de l'Algérie, de la Guadeloupe, de la Martinique et de la Réunion. Une décennie plus tard, l'incapacité légale des femmes mariées est finalement invalidée pour les citoyens fr…
assimilés à la culture française, ou ils étaient engagés dans une entreprise française publique ou privée depuis au moins dix ans; Et ils disposaient de moyens suffisants pour subvenir à leurs propres besoins. L'exigence linguistique pourrait être levée pour ceux qui avaient reçu des médailles militaires ou la reconnaissance de la Légion d'honneur ou qui faisaient partie de la fonction publique française. Lors de leur demande, les sujets devaient reconnaître qu'ils avaient renoncé à leur statut personnel en vertu du droit coutumier et qu'ils devaient être régis par les lois françaises.
Le décret précisait que les femmes mariées et les enfants mineurs acquéraient le statut de leur mari ou de leur père, mais ce n'était le cas que si le mariage avait été célébré selon le droit français, plutôt que selon la pratique coutumière.
Après la fin de la Première Guerre mondiale, la France a adopté une loi, le « Décret No 24 du 25 mars 1915, qui permettait aux sujets ou aux personnes protégées qui n'étaient pas ressortissants nationaux et avaient établi leur domicile sur un territoire français d'acquérir la pleine citoyenneté, y compris la naturalisation. de leurs épouses et de leurs enfants mineurs, en ayant reçu la croix de la Légion d'honneur, en ayant obtenu un diplôme universitaire, en ayant rendu des services à la nation, en ayant atteint le grade d'officier ou en recevant une médaille de l'armée française, qui s'étaient mariés une Française et ayant établi une résidence d'un an ; ou qui avait résidé pendant plus de dix ans dans une colonie autre que son pays d'origine,,. Un décret de 1918 rédigé pour l'Afrique occidentale française était destiné aux anciens combattants décorés. de la guerre et de leurs familles, à condition qu'ils n'aient pas été auparavant privés de leurs droits ni participé à des actions contre la domination française,. Même avec ces lois, seuls onze hommes dahoméens ont été naturalisés avec la pleine citoyenneté française entre 1920 et 1930.
En 1927, la France a adopté une nouvelle loi sur la nationalité dont l'article 8 supprimait l'obligation pour les femmes mariées d'acquérir automatiquement la nationalité de leur mari et prévoyait que sa nationalité ne pouvait être modifiée que si elle consentait à changer de nationalité. Il permettait également aux enfants nés en France de femmes françaises nées dans le pays mariées à des étrangers d'acquérir la nationalité de leur mère. Lorsqu'il fut mis en œuvre, il incluait la Guadeloupe, la Martinique et la Réunion, mais ne fut étendu aux possessions françaises restantes pour les citoyens français qu'en 1928,. L'article 26 du décret de 1928 stipulait qu'il ne s'appliquait pas aux autochtones des possessions françaises, à l'exception de l'Algérie, de la Guadeloupe, de la Martinique et de la Réunion. En 1939, la France a déterminé que le mariage et l'héritage étaient trop importants pour continuer à être traités par les tribunaux autochtones. Cette année-là, le décret Mandel a été promulgué en Afrique occidentale française ainsi qu'en Afrique équatoriale française. Selon ses termes, le mariage des enfants était découragé. Il fixait l'âge minimum du mariage à quatorze ans pour les femmes et à seize ans pour les hommes, invalidait les mariages dans lesquels les époux n'étaient pas consentants et annulait le mariage par lévirat sans l'approbation de la femme.
À la fin de la Seconde Guerre mondiale, une loi du 7 mars 1944 accordait la citoyenneté française à ceux qui avaient rendu des services à la nation, comme servir comme fonctionnaires ou recevoir des reconnaissances. La Constitution de 1946 accordait la citoyenneté française à tous les sujets des territoires français sans avoir à renoncer à leur statut personnel d'indigènes,. En 1945, un nouveau Code de la nationalité française fut adopté, qui conférait à nouveau automatiquement la nationalité française aux épouses étrangères de Français, mais permettait aux mères françaises de transmettre leur nationalité à leurs enfants nés hors de France. Elle s'appliquait expressément à l'Algérie, à la Guyane française, à la Guadeloupe, à la Martinique et à la Réunion et fut étendue aux territoires d'outre-mer en 1953, mais dans le cas de ces derniers comportait des distinctions pour les droits des naturalisés. En 1951, le décret Jacquinot a renforcé les dispositions en Afrique occidentale française et équatoriale du décret Mandel soustrayant les femmes âgées de vingt et un ans ou divorcées au contrôle d'un père ou d'un tuteur et établissant des règles spécifiques pour le paiement et la détermination du montant de l'indemnité pour un prix de la mariée.. Cette année-là, le Dahomey a été autorisé à élire deux députés à l'Assemblée nationale française.
Le cadre juridique du Dahomey a été modifié par une loi du 23 juin 1956, qui accordait l'autonomie interne aux territoires français et élargissait leurs assemblées territoriales. Ces changements ont conduit à une augmentation de l'activité politique et à une pression en faveur de la dissolution de la Fédération de l'Afrique occidentale française. Lors des congrès visant à discuter de la Constitution française de 1958, l'opinion au Dahomey était divisée quant à savoir s'ils devaient refuser de rester en union avec la France ou chercher l'indépendance. Lors du vote public, le Dahomey a voté pour rester français. Avec l'adoption de la Constitution de 1958, les dispositions sur la nationalité ont été uniformisées pour la France, les départements et territoires d'outre-mer. L'article 86 excluait la possibilité d'indépendance des colonies. En janvier 1959, une assemblée constituante fut convoquée pour discuter de la construction d'une nouvelle fédération africaine comprenant le Dahomey, le Mali, le Sénégal, le Soudan et la Haute-Volta. En un mois, le Dahomey s'est retiré des négociations sur la fédération et a rédigé sa propre constitution, restant dans le giron français. En 1960, le président Charles de Gaulle a approuvé l’indépendance de la Fédération du Mali, qui comprenait le Sénégal et le Soudan, sans imposer de sanctions économiques. Cela a conduit à une quête d'indépendance en Côte-d'Ivoire et à Madagascar. Alors que les États protégés britanniques du Nigéria et du Togo britannique devaient également obtenir leur indépendance cette année-là, le Dahomey a pesé et débattu de sa propre indépendance. En juin 1960, des négociations débutèrent avec Paris pour obtenir l'indépendance.

### Après l'indépendance (de 1960 à aujourd'hui)
Le Dahomey a obtenu son indépendance de la France le 1er août 1960, mais a souffert jusqu'en 1972 de l'instabilité provoquée par six coups d'État. La première constitution a été suspendue en 1963 et une commission a été créée pour en élaborer une remplaçante. La nouvelle constitution a été approuvée par référendum en janvier 1964. En quelques mois, elle a également été suspendue et une consultation visant à rédiger une nouvelle constitution a été lancée. En 1965, le Dahomey a rédigé son propre code de la nationalité, qui prévoyait que les enfants légitimes hériteraient de la nationalité de leur père et que seuls les enfants illégitimes obtiendraient la nationalité de leur mère. Il précise également les différences dans la manière dont un conjoint peut acquérir la nationalité,,. Un plébiscite a adopté la nouvelle constitution en 1968, mais en 1969 et de nouveau en 1972, des coups d'État militaires ont renversé le gouvernement et établi un régime militaire. En 1975, une nouvelle constitution a été adoptée sur un modèle socialiste et a changé le nom du pays de République du Dahomey en République populaire du Bénin.
En 1990, une nouvelle Constitution a été promulguée, lorsque la nation est passée d'une république socialiste à une démocratie,. Le changement de gouvernance a donné lieu à un appel à la mise à jour des codes de la nationalité et de la famille,. En 1996, la Cour constitutionnelle a déclaré inapplicable la précédente loi sur la famille, le Coutumier du Dahomey, datant de 1931. Des travaux ont commencé pour modifier le Code de la famille, promouvoir l'égalité dans les droits et obligations des parents et modifier les règles de mariage et d'héritage.
L'échec de l'Assemblée nationale à adopter le nouveau règlement sur la famille a incité les militantes de Femmes, Droit et Développement en Afrique-Bénin à lancer une campagne pour forcer un vote sur cette question. Bien qu'adopté en
2002, le nouveau Code de la famille n'est entré en vigueur qu'en 2004,. Une commission chargée de mettre à jour le Code de la nationalité a été créée en 2005. Cette année-là, la Cour internationale de Justice a résolu un différend entre le Bénin et le Niger concernant 25 îles du fleuve Niger limitrophes des deux pays. Le Bénin s'est vu attribuer 16 des îles mais n'a pris aucune disposition pour étendre la nationalité aux habitants de ces territoires. En 2014, les dispositions discriminatoires du Code de la nationalité ont été déclarées inconstitutionnelles par la Cour constitutionnelle du Bénin. Bien que le Code n’ait pas été modifié en 2017 et soit toujours en discussion en 2021,
l’article 124 de la Constitution béninoise de 1990 a rendu les dispositions discriminatoires inapplicables,,.